# Louis Viardot

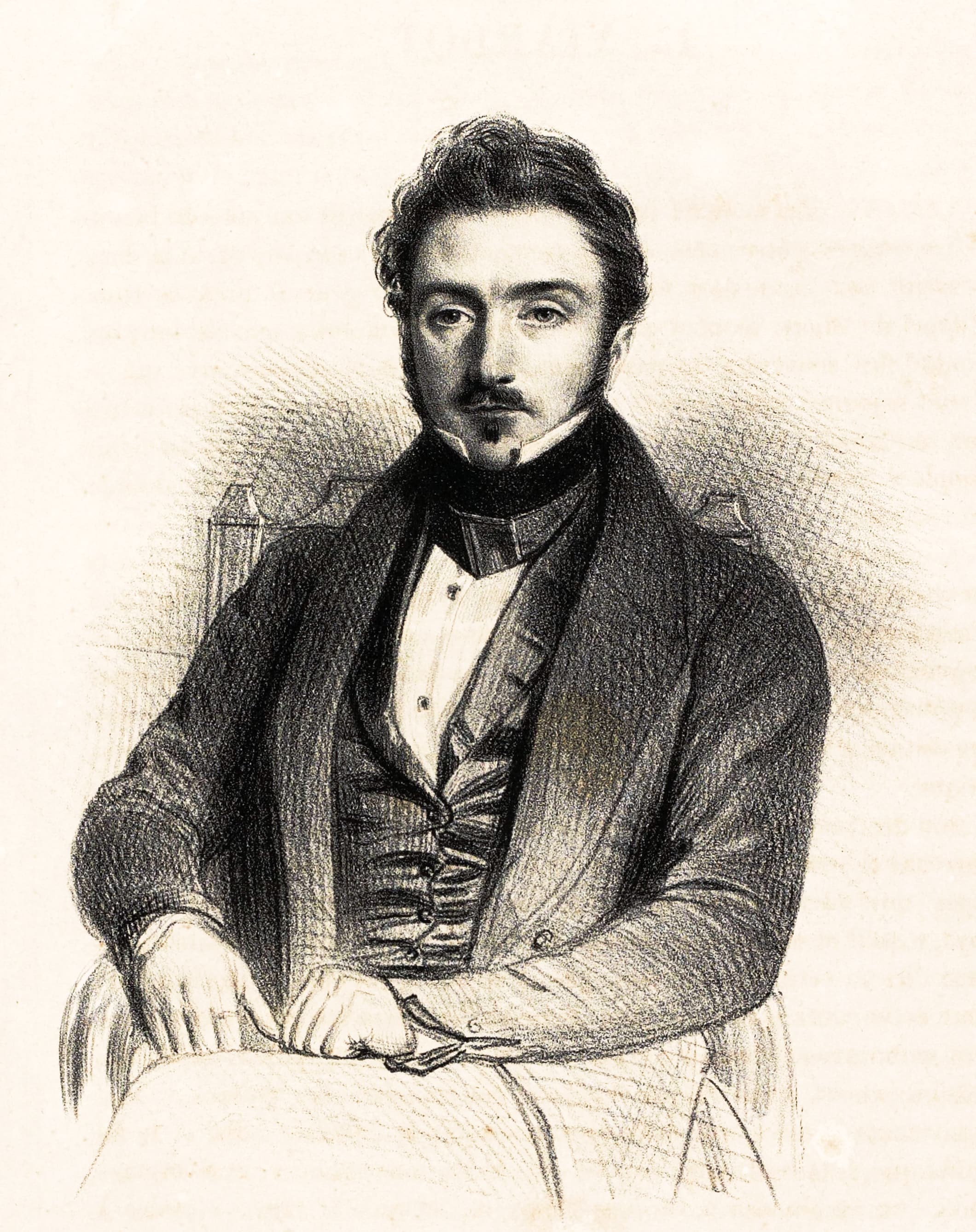
Louis Viardot.

Louis Viardot, född den 31 juli 1800 i Dijon, död den 5 maj 1883 i Paris, var en fransk skriftställare.
Viardot idkade juridiska studier och var från 1823 medarbetare i liberala tidningar (Globe, National, Siècle med flera) samt uppsatte 1841, i förening med Pierre Leroux och George Sand, Revue indépendante. Viardot var 1838–1840 direktör för Théâtre italien i Paris och gifte sig sistnämnda år med sångerskan Pauline García, vilken han därefter ledsagade på hennes europeiska konsertresor.
Bland alstren av Viardots flitiga penna bör nämnas Études sur l'histoire des institutions et de la littérature en Espagne (1835), Histoire des arabes et des maures d'Espagne (2 band, 1851), en serie skildringar av italienska, spanska, engelska, belgiska, tyska, ryska och franska museer (samlad upplaga 1859–1860) och trosbekännelsen Libre examen (1874).